# Abercrombie Point
Abercrombie Point – przylądek (point) w kanadyjskiej prowincji Nowa Szkocja, w hrabstwie Pictou (45°39′23″N, 62°43′00″W), wysunięty w zatokę Pictou Harbour, na jej południowym brzegu; nazwa urzędowo zatwierdzona 8 listopada 1948.